# Подгродзе (Підкарпатське воєводство)
Подгродзе (пол. Podgrodzie) — село в Польщі, у гміні Дембиця Дембицького повіту Підкарпатського воєводства.
Населення — 1588 осіб (2011).
У 1975-1998 роках село належало до Тарновського воєводства.

## Демографія
Демографічна структура станом на 31 березня 2011 року:
|          | Загалом | Допрацездатний вік | Працездатний вік | Постпрацездатний вік |
| -------- | ------- | ------------------ | ---------------- | -------------------- |
| Чоловіки | 785     | 187                | 525              | 73                   |
| Жінки    | 803     | 179                | 462              | 162                  |
| Разом    | 1588    | 366                | 987              | 235                  |